# Топика (Илиноис)
Топика (енгл. Topeka) град је у америчкој савезној држави Илиноис.

## Демографија
По попису из 2010. године број становника је 76, што је 14 (-15,6%) становника мање него 2000. године.
| Група             | 2000.      | 2010.      |
| Белци             | 86 (95,6%) | 74 (97,4%) |
| Афроамериканци    | 0 (0,0%)   | 0 (0,0%)   |
| Азијати           | 0 (0,0%)   | 0 (0,0%)   |
| Хиспаноамериканци | 0 (0,0%)   | 1 (1,3%)   |
| Укупно            | 90         | 76         |